# Copa Amèrica de futbol de 1987
La Copa Amèrica de futbol de 1987 va ser la 33a edició de la Copa Amèrica de futbol. La competició va ser organitzada per la CONMEBOL a l'Argentina, entre el 27 de juny i el 12 de juliol de 1987.
La selecció de futbol de l'Uruguai, campiona de l'edició anterior de 1983, va aconseguir el seu 13è títol en derrotar la selecció de Xile per 1-0. Va ser l'última edició amb 10 equips. Així mateix, el campió de la Copa Amèrica anterior (en aquest cas l'Uruguai) classificava directament a les semifinals sense jugar la primera fase.

## Estadis
| Buenos AiresCórdobaRosario | Buenos Aires       | Córdoba                           | Rosario                     |
| Buenos AiresCórdobaRosario | Estadio Monumental | Estadio Olímpico Chateau Carreras | Estadio Gigante de Arroyito |
| Buenos AiresCórdobaRosario | Capacitat: 67.664  | Capacitat: 46.083                 | Capacitat: 41.654           |
| Buenos AiresCórdobaRosario |                    |                                   |                             |

## Seleccions participants

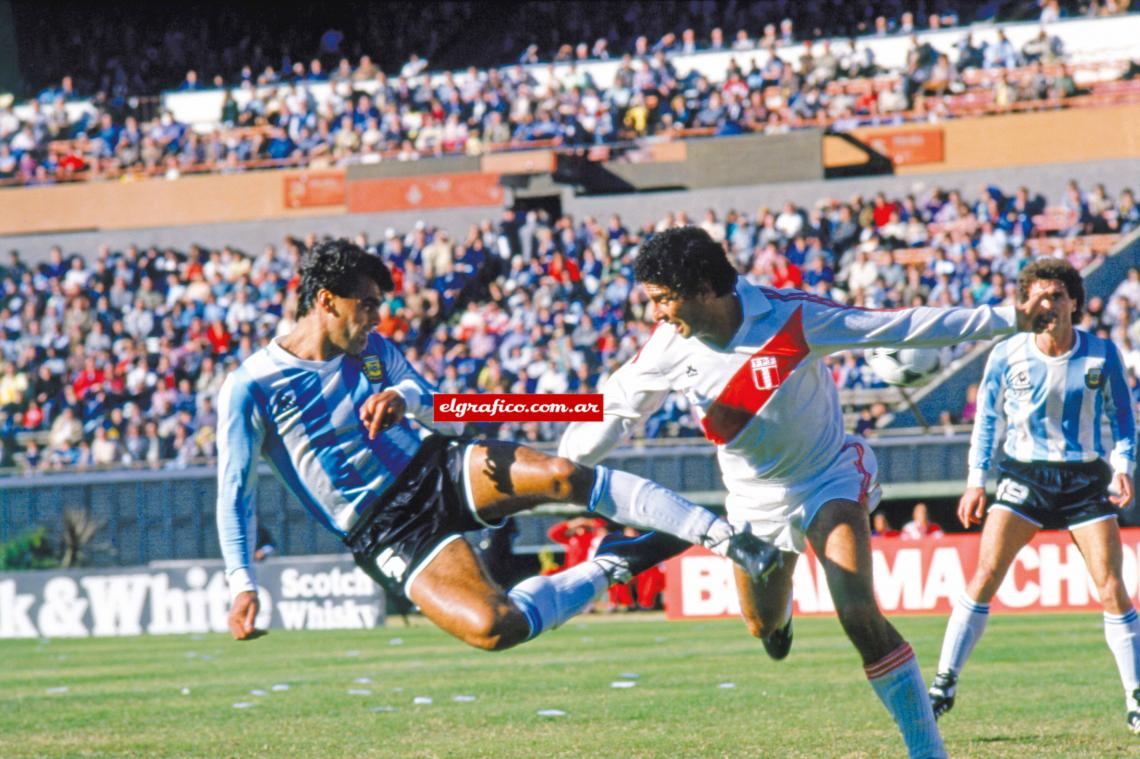
Partit Argentina vs Perú.

- Argentina (seu)
- Bolívia
- Brasil
- Colòmbia
- Equador
- Paraguai
- Perú
- Uruguai (vigent campió)
- Veneçuela
- Xile

## Primera fase

### Grup A
| Equips    | Pts | PJ | PG | PE | PP | GF | GC | Dif |
| --------- | --- | -- | -- | -- | -- | -- | -- | --- |
| Argentina | 3   | 2  | 1  | 1  | 0  | 4  | 1  | +3  |
| Perú      | 2   | 2  | 0  | 2  | 0  | 2  | 2  | 0   |
| Equador   | 1   | 2  | 0  | 1  | 1  | 1  | 4  | -3  |

| Argentina    | 1 - 1 | Perú      |
| ------------ | ----- | --------- |
| Maradona 47' |       | 59' Reyna |

| Argentina                              | 3 - 0 | Equador |
| -------------------------------------- | ----- | ------- |
| Caniggia 50' · Maradona 67' (pen), 85' |       |         |

| Perú        | 1 - 1 | Equador  |
| ----------- | ----- | -------- |
| La Rosa 87' |       | 72' Cuvi |

### Grup B
| Equips    | Pts | PJ | PG | PE | PP | GF | GC | Dif |
| --------- | --- | -- | -- | -- | -- | -- | -- | --- |
| Xile      | 4   | 2  | 2  | 0  | 0  | 7  | 1  | +6  |
| Brasil    | 2   | 2  | 1  | 0  | 1  | 5  | 4  | +1  |
| Veneçuela | 0   | 2  | 0  | 0  | 2  | 1  | 8  | -7  |

| Brasil                                                                 | 5 - 0 | Veneçuela |
| ---------------------------------------------------------------------- | ----- | --------- |
| Edú 33' · Morovic 39' (a.g.) · Careca 66' · Nelsinho 72' · Romário 89' |       |           |

| Xile                                       | 3 - 1 | Veneçuela        |
| ------------------------------------------ | ----- | ---------------- |
| Letelier 17' · Contreras 70' · Salgado 83' |       | 24' (pen) Acosta |

| Brasil | 0 - 4 | Xile                               |
| ------ | ----- | ---------------------------------- |
|        |       | 41', 68' Basay · 48', 75' Letelier |

### Grup C
| Equips   | Pts | PJ | PG | PE | PP | GF | GC | Dif |
| -------- | --- | -- | -- | -- | -- | -- | -- | --- |
| Colòmbia | 4   | 2  | 2  | 0  | 0  | 5  | 0  | +5  |
| Bolívia  | 1   | 2  | 0  | 1  | 1  | 0  | 2  | -2  |
| Paraguai | 1   | 2  | 0  | 1  | 1  | 0  | 3  | -3  |

| Paraguai | 0 - 0 | Bolívia |
| -------- | ----- | ------- |
|          |       |         |

| Colòmbia                     | 2 - 0 | Bolívia |
| ---------------------------- | ----- | ------- |
| Valderrama 34' · Iguarán 89' |       |         |

| Colòmbia             | 3 - 0 | Paraguai |
| -------------------- | ----- | -------- |
| Iguarán 8', 34', 50' |       |          |

## Segona fase
|  | Semifinals                | Semifinals                |   |                            | Final                      | Final |
|  |                           |                           |   |                            |                            |       |
|  | Córdoba, 8 de juliol      |                           |   |                            |                            |       |
|  | Xile                      | 2                         |   |                            |                            |       |
|  | Colòmbia                  | 1                         |   |                            |                            |       |
|  |                           |                           |   |                            |                            |       |
|  |                           |                           |   |                            | Buenos Aires, 12 de juliol |       |
|  |                           |                           |   |                            | Uruguai                    | 1     |
|  |                           | Xile                      | 0 |                            |                            |       |
|  |                           |                           |   |                            |                            |       |
|  |                           |                           |   |                            |                            |       |
|  |                           |                           |   |                            | Tercer lloc                |       |
|  | Buenos Aires, 9 de juliol | Buenos Aires, 9 de juliol |   | Buenos Aires, 11 de juliol | Buenos Aires, 11 de juliol |       |
|  | Uruguai                   | 1                         |   | Colòmbia                   | 2                          |       |
|  | Argentina                 | 0                         |   |                            | Argentina                  | 1     |

### Semifinals
| Xile                     | 2 – 1 (pr.) | Colòmbia         |
| ------------------------ | ----------- | ---------------- |
| Astengo 106' · Vera 108' |             | 103' (pen) Redín |

| Uruguai       | 1 – 0 (pr.) | Argentina |
| ------------- | ----------- | --------- |
| Alzamendi 43' |             |           |

### Tercer lloc
| Colòmbia               | 2 - 1 (pr.) | Argentina    |
| ---------------------- | ----------- | ------------ |
| Gómez 8' · Galeano 27' |             | 86' Caniggia |

### Final
| Uruguai        | 1 - 0 (pr.) | Xile |
| -------------- | ----------- | ---- |
| Bengoechea 56' |             |      |

## Resultat
| Copa Amèrica 1987    |
| -------------------- |
|                      |
| Uruguai Tretzè títol |

## Estadístiques

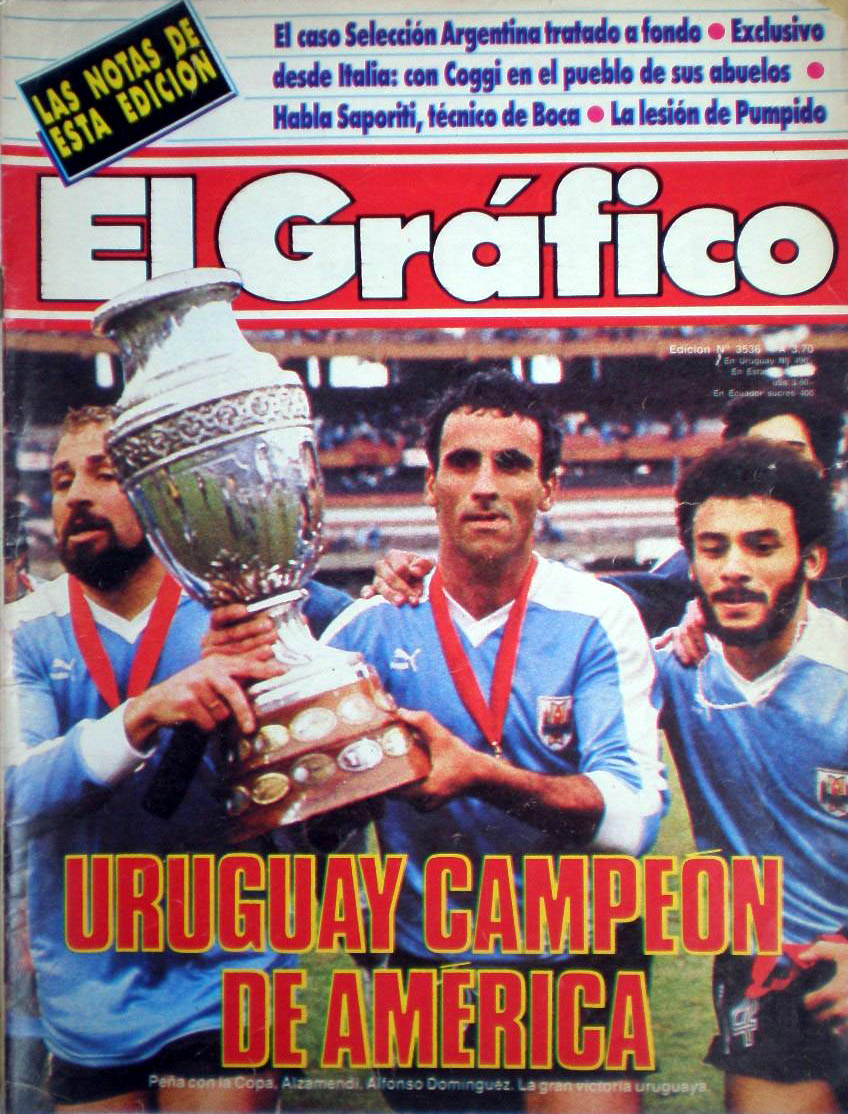
Jugadors uruguaians amb el trofeu a El Gráfico

| Equips | Equips    | Pts | PJ | PG | PE | PP | GF | GC | Dif | Rend    |
| ------ | --------- | --- | -- | -- | -- | -- | -- | -- | --- | ------- |
| 1      | Uruguai   | 4   | 2  | 2  | 0  | 0  | 2  | 0  | +2  | 100,00% |
| 2      | Xile      | 6   | 4  | 3  | 0  | 1  | 9  | 3  | +6  | 75,00%  |
| 3      | Colòmbia  | 6   | 4  | 3  | 0  | 1  | 8  | 3  | +5  | 75,00%  |
| 4      | Argentina | 3   | 4  | 1  | 1  | 2  | 5  | 4  | +1  | 37,50%  |
| 5      | Brasil    | 2   | 2  | 1  | 0  | 1  | 5  | 4  | +1  | 50,00%  |
| 6      | Perú      | 2   | 2  | 0  | 2  | 0  | 2  | 2  | 0   | 50,00%  |
| 7      | Bolívia   | 1   | 2  | 0  | 1  | 1  | 0  | 2  | -2  | 25,00%  |
| 8      | Equador   | 1   | 2  | 0  | 1  | 1  | 1  | 4  | -3  | 25,00%  |
| 9      | Paraguai  | 1   | 2  | 0  | 1  | 1  | 0  | 3  | -3  | 25,00%  |
| 10     | Veneçuela | 0   | 2  | 0  | 0  | 2  | 1  | 8  | -7  | 0,00%   |

## Golejadors
4 gols
- Arnoldo Iguarán

3 gols
- Diego Maradona
- Juan Carlos Letelier

2 gols
- Claudio Caniggia
- Ivo Basay

1 gol
- Careca
- Edú Marangón
- Nelsinho
- Romário
- Fernando Astengo
- Jorge Contreras
- Sergio Salgado
- Jaime Vera
- Juan Jairo Galeano
- Gabriel Gómez
- Bernardo Redín
- Carlos Valderrama
- Hamilton Cuvi
- Eugenio La Rosa
- Luis Reyna
- Antonio Alzamendi
- Pablo Bengoechea
- Pedro Acosta

En pròpia porta
- Zdenko Morovic